# Dwór Hatoyama
Dwór Hatoyama (jap. 鳩山会館 Hatoyama Kaikan) – rezydencja z kompleksem ogrodowym, w stylu zachodnim, wzniesiona w 1924 przez polityka i późniejszego premiera – Ichirō Hatoyamę. Obiekt znajduje się w dzielnicy Bunkyō w Tokio. Znany jest także pod nazwą Pałacu Otowa (jap. 音羽御殿 Otowa Goten).

## Historia
Posiadłość została zaprojektowana w stylu zachodnim przez Shin’ichirō Okadę (przyjaciela Hatoyamy) i pomyślana jako prywatna rezydencja dla Ichirō Hatoyamy i jego rodziny. Gdy został on ministrem budynek był wykorzystywany jako jedno z głównych miejsc prowadzenia konferencji i przyjmowania gości zagranicznych.
Podczas wojny, główny budynek (w szczególności jego dach) został poważnie uszkodzony. Następcy Ichirō Hatoyamy zajęli się odbudową posiadłości, jednakże dopiero po zasadniczej renowacji w 1995 rezydencja odzyskała swój splendor. Dwupiętrowa sypialnia została przerobiona na wysoką salę, a zwęglone i zniszczone fragmenty ścian i dachu zostały postawione na nowo.
Dwór Hatoyama również obecnie służy za punkt spotkań japońskich polityków i ludzi z nimi związanych.

## Pałac
Rezydencja jest otwarta dla zwiedzających we wszystkie dni tygodnia z wyjątkiem poniedziałków. Oprócz ogrodu, w którym zobaczyć można między innymi liczne drzewa sakury oraz posągi Haruko i Kazuo Hatoyamy (ojciec Ichirō, także polityk), w samym pałacu znajdują się trzy sale pamiątkowe poświęcone ważnym członkom rodu Hatoyama: Ichirō, jego żonie Kaoru i ich synowi Iichirō.

## Galeria

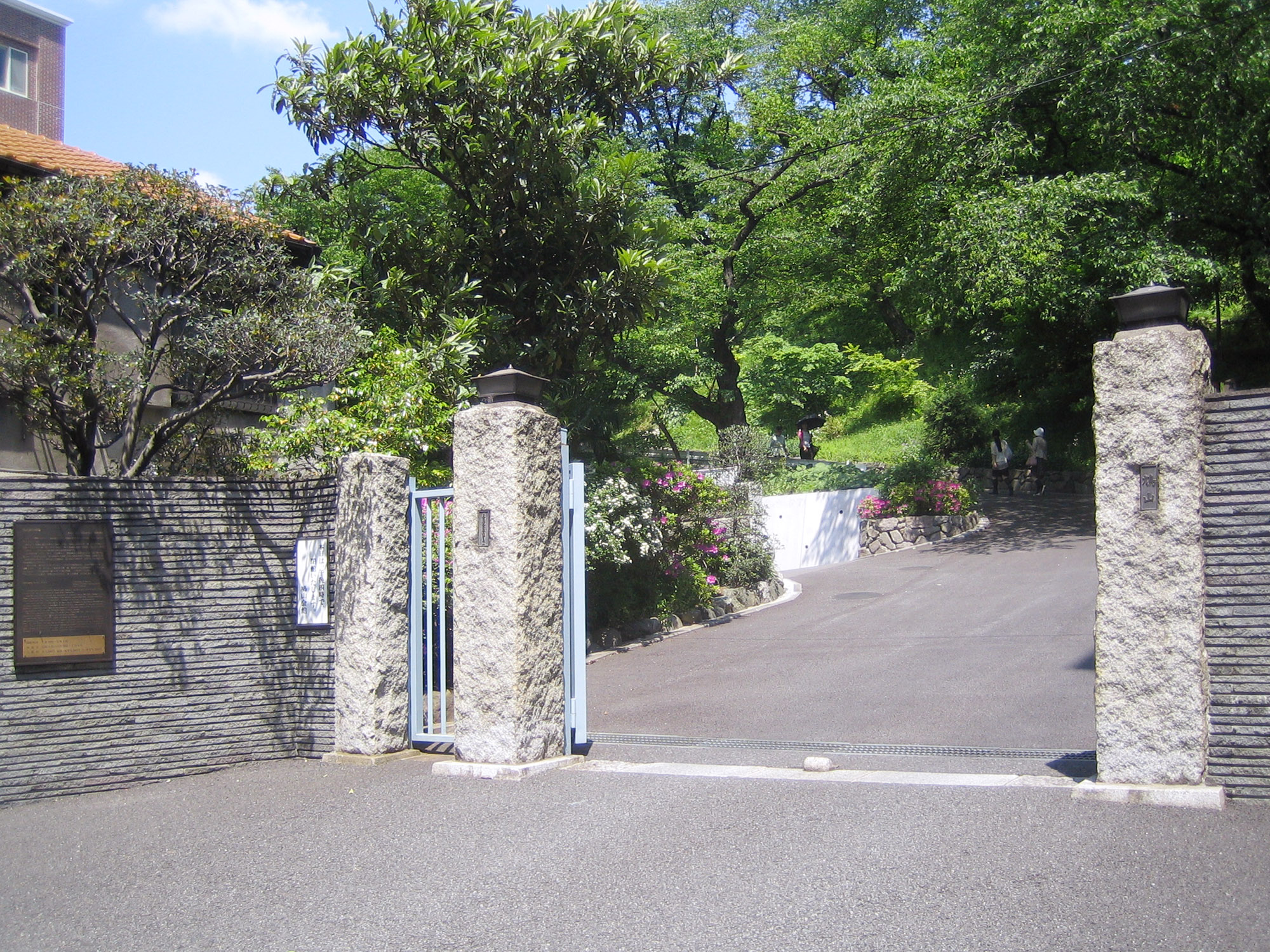
Brama wjazdowa na teren rezydencji
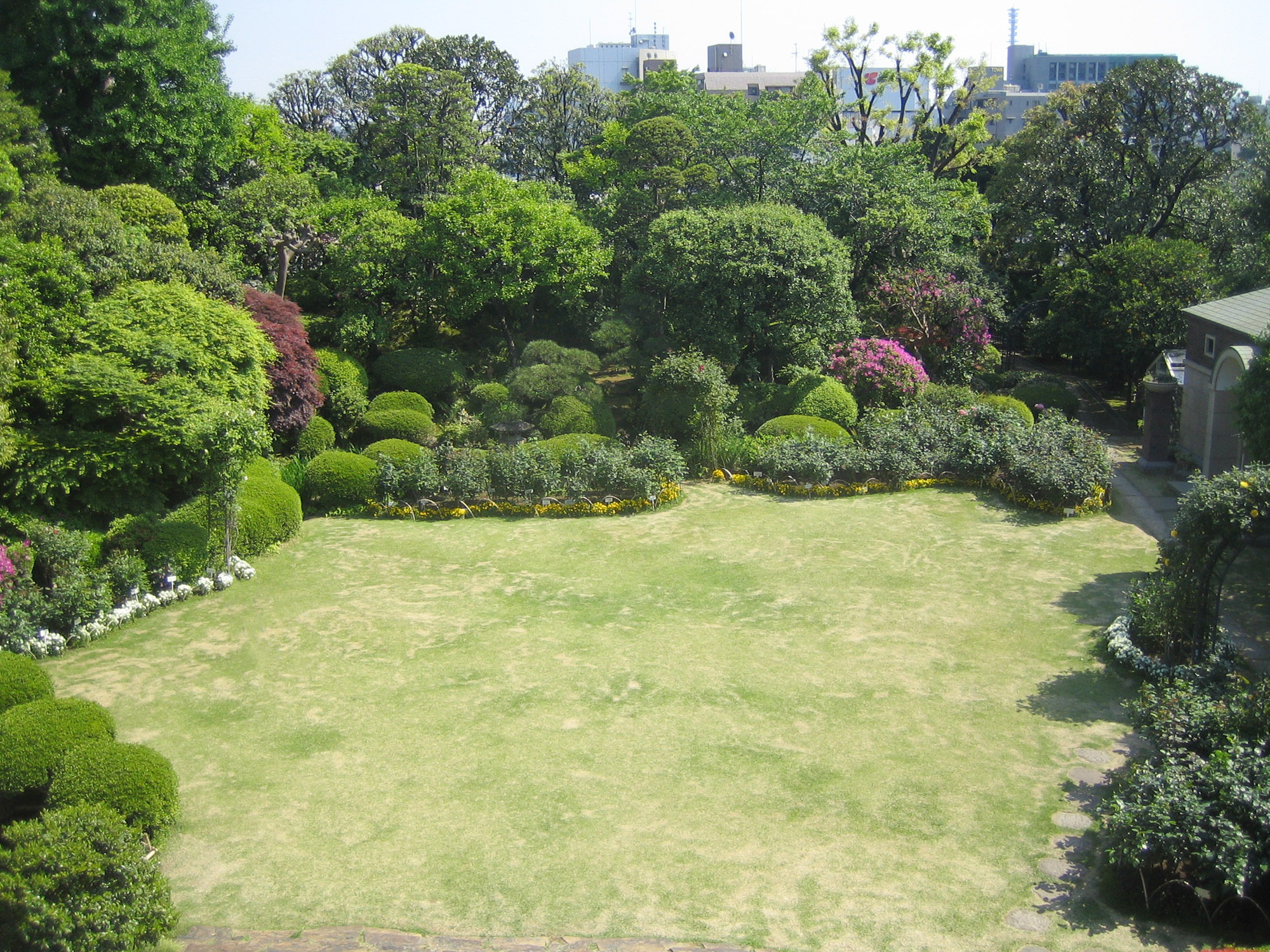
Fragment ogrodu na terenie dworu
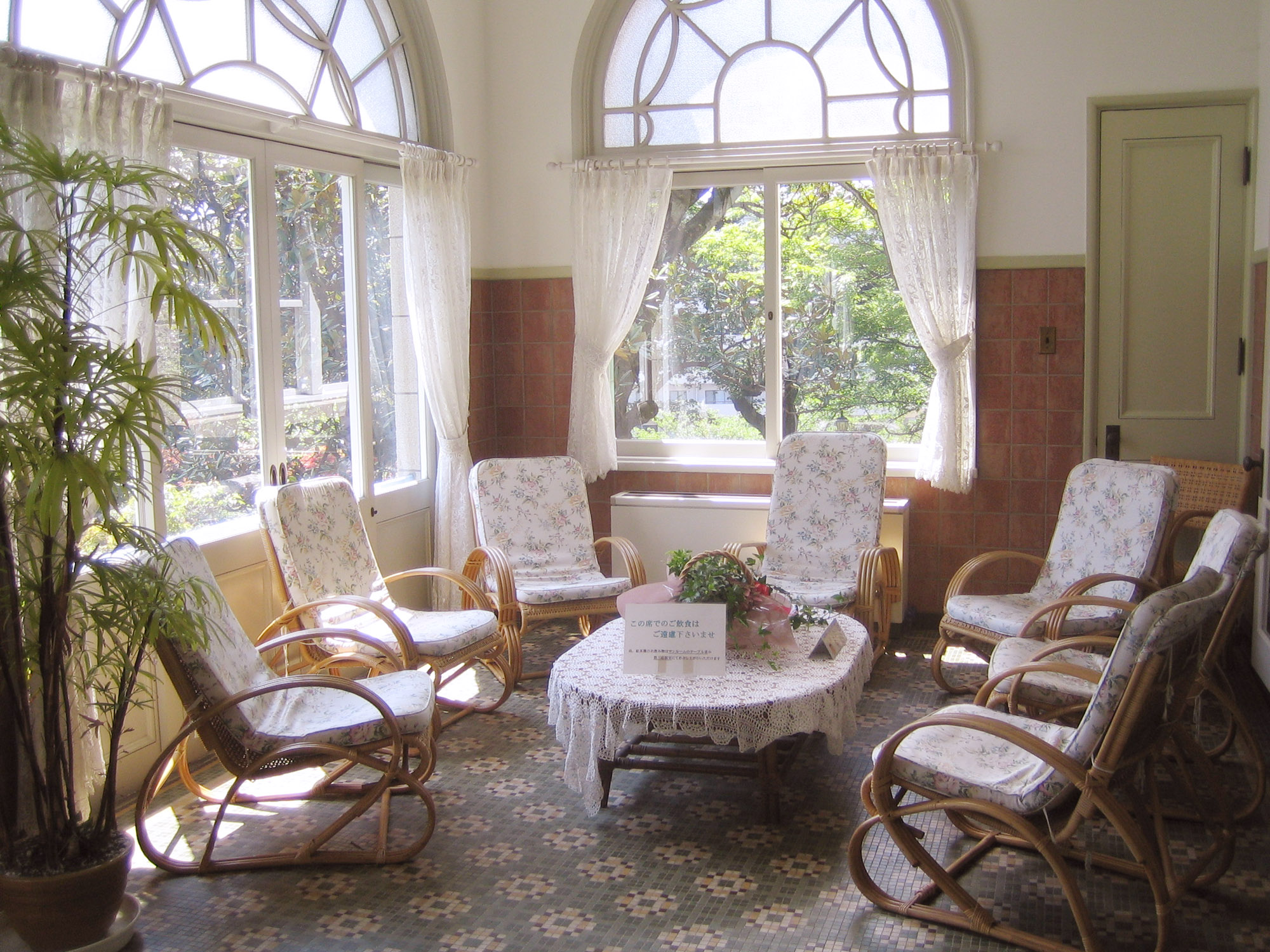
Fragment wnętrza

## Lokalizacja
- Adres: Hatoyama Kaikan Tokyo Otowa 1-chome Bunkyō-ku (1-7-1)
- – Najbliższe stacje komunikacji miejskiej i podmiejskiej:

– stacja Edogawabashi – 7 minut drogi od wyjścia 1a
– stacja Gokokuji – 8 drogi od wyjścia nr 5